# Мюррей, Джордж (лорд)
Джордж Мюррей (4 октября 1694 — 11 октября 1760) — шотландский дворянин и военный, который принимал участие в якобитских восстаниях 1715, 1719 и играл главную роль в 1745 году. Шестой сын Джона Мюррея, 1-го герцога Атолла.
Помилованный в 1725 году, он вернулся в Шотландию, где женился и в 1739 году принёс присягу на верность королю Великобритании Георгу II. Когда началось восстание 1745 года, Джордж Мюррей был назначен заместителем шерифа Джона Коупа, правительственного командующего в Шотландии, но затем присоединился к якобитской армии, когда она прибыла в Перт 3 сентября. Как один из их старших командиров, он внёс существенный вклад в их ранний успех, особенно достигнув и успешно вернувшись из Дерби.
Однако прежние связи с правительством означали, что многие относились к нему с подозрением, в то время как его поддержка Акта об унии 1707 года отличала его от большинства шотландских якобитов. В сочетании с очевидной самонадеянностью и неспособностью принимать советы все это снижало его эффективность.
После битвы при Каллодене в апреле 1746 года Мюррей отправился в изгнание в Европу и был исключён из Акта о контрибуции 1747 года. Он умер в голландском городе Медемблик в 1760 году, а его старший сын Джон Мюррей позднее стал 3-м герцогом Атоллом.

## Биография
Лорд Джордж Мюррей родился 4 октября 1694 года в Хантингтауэре близ Перта, шестой сын Джона Мюррея, 1-го герцога Атолла (1660—1724) и его первой жены Кэтрин Гамильтон (1662—1707). Будучи младшим сыном, он носил титул учтивости — «Лорд».
В июне 1728 года он женился на Амелии (1710 — 29 марта 1766), дочери Джеймса Мюррея из Строуэна и Гленкарса. Они имели трёх сыновей и двух дочерей, которые дожили до зрелого возраста; Джон Мюррей, 3-й герцог Атолл (1729—1774), Амелия Мюррей (1732—1777), Джеймс Мюррей (1734 — 19 марта 1794 года), впоследствии генерал-майор британской армии, Шарлотта Мюррей (? — 1773) и Джордж Мюррей (1741—1797), который стал адмиралом в Королевском флоте.

## Карьера

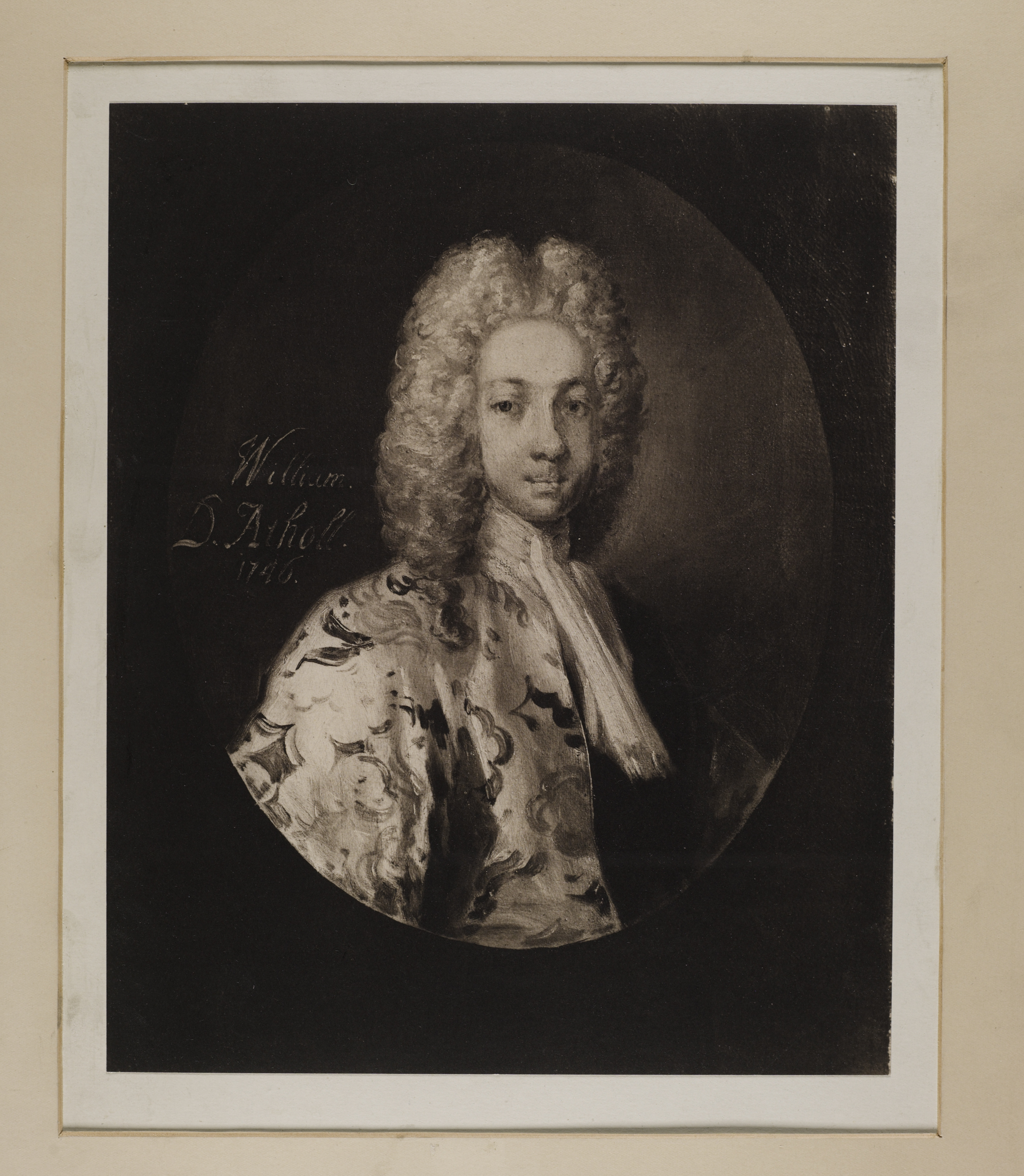
Уильям Мюррей, маркиз Таллибардин (1689—1746), старший брат лорда Джорджа Мюррея, известный якобит

Джордж Мюррей поступил в университет Глазго в 1711 году, но уехал, чтобы присоединиться к британской армии во Фландрии; в марте 1712 года он был назначен лейтенантом в собственном королевском полку. Война за испанское наследство находилась на завершающей стадии, и вряд ли он видел какие-либо действия до того, как она закончилась Утрехтским миром в 1713 году.
Королева Анна умерла в августе 1714 года, и ей наследовал ганноверский король Георг I, а виги заменили предыдущее правительство тори. Из лидеров тори Роберт Харли был заключён в Тауэр, а Болингброк присоединился к Джеймсу Фрэнсису Эдварду во Франции. Лишённый своих должностей, в сентябре 1715 года граф Мар поднял восстание в Бремаре в Шотландии без предварительного одобрения Якова.
Джорд Мюррей и его братья Таллибардин (1689—1746) и лорд Чарльз (1691—1720) присоединились к армии якобитов, каждый из которых командовал клановым полком. Атолл обвинил в их дезертирстве леди Нэрн (1673—1747), убеждённую якобитку, вышедшую замуж за своего двоюродного брата лорда Уильяма Мюррея (1664—1726), чей муж и сыновья принимали участие в восстаниях 1715 и 1745 годов.
Выбор сторон часто был сложным, и многие либо избегали прямого участия, либо уравновешивали их. В 1689 году маркиз Атолл (1631—1703) поддержал Уильяма, в то время как его старший сын «осадил» его родовой замок Блэр, удерживаемый «якобитским» гарнизоном под предводительством доверенного семейного слуги. Обе стороны очень старались не повредить его.
В 1715 году герцог Атолл принял тот же подход. Джеймс Мюррей, впоследствии 2-й герцог Атолл, принял сторону английского правительства. Он написал письма трём своим сыновьям, запрещая им участвовать в восстании, которые позже предъявил в качестве доказательства своей лояльности. Лорд Чарльз Мюррей был взят в плен в битве при Престоне, а маркиз Таллибардин сражался при Шерифмюре; лорд Джордж пропустил битву, так как собирал налоги в Файфе.
В то время как Шерифмур был неубедителен, без внешней поддержки Восстание потерпело крах; лорд Чарльз Мюррей, который занимал должность в 5-м драгунском полку, был судим как дезертир и приговорён к расстрелу. Хотя он был помилован, его братья были исключены и бежали во Францию.
В 1717 году Мюрреи были вовлечены в попытки заручиться поддержкой вторжения из Швеции, а затем в спор с Ганновером из-за Померании. В 1719 году было запланировано второе якобитское восстание, главным компонентом которого была высадка испанцев в Юго-Западной Англии; его целью было захватить Инвернесс и дать возможность шведским военно-морским экспедиционным силам высадиться. Король Швеции Карл XII скончался в ноябре 1718 года, положив конец всякой надежде на шведскую поддержку и всей цели шотландского восстания.

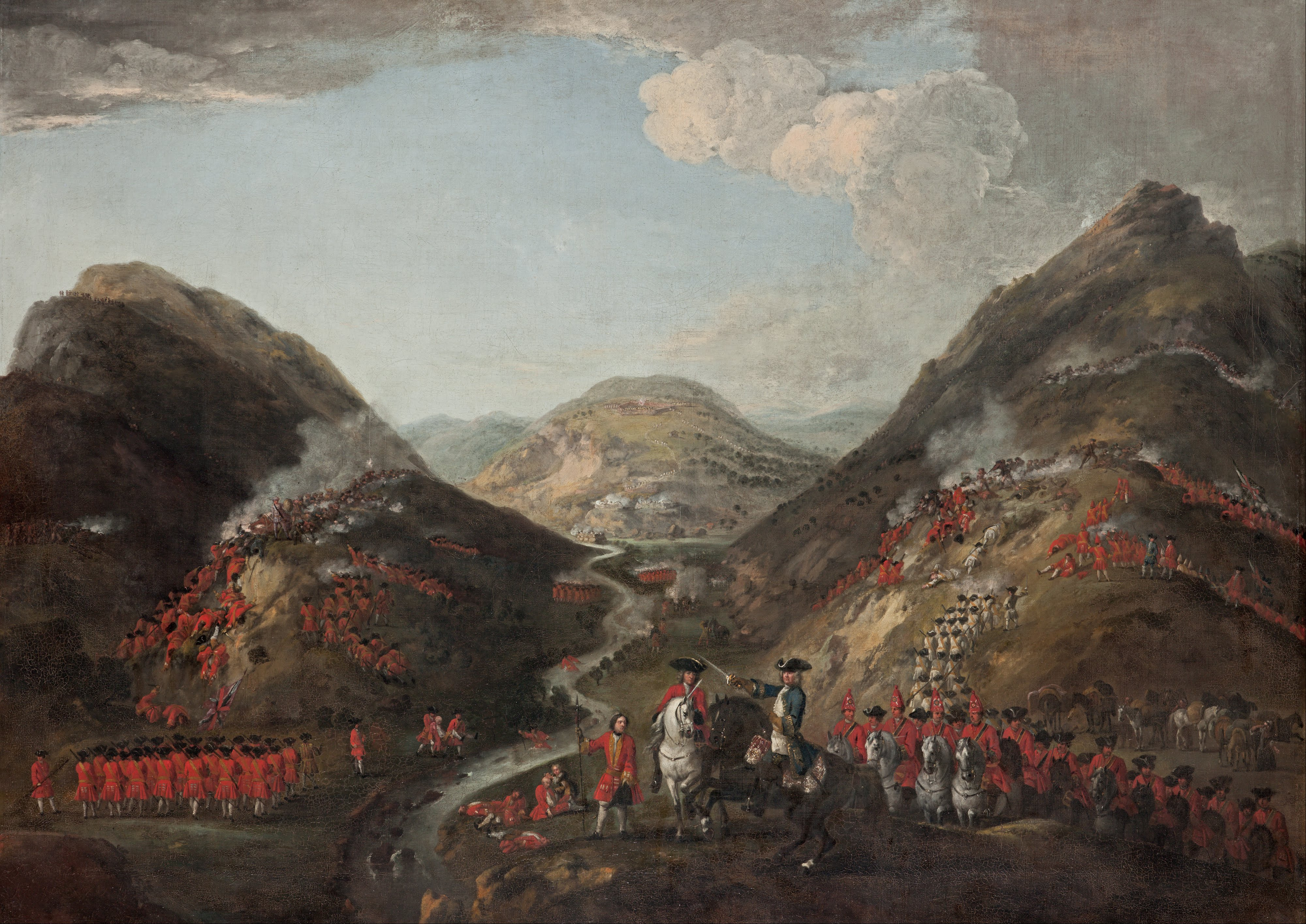
Битва при Гленшиле, июнь 1719 года, где Джордж Мюррей был ранен, но смог спастись бегством

Маркиз Таллибардин и лорд Джордж прибыли в Сторновей в апреле 1719 года, где они встретились с другими изгнанниками, включая 300 испанских морских пехотинцев под командованием Джорджа Кейта. Восстание потерпело крах после поражения в битве при Гленшиле 10 июня; лорд Джордж был ранен и позже бежал в Роттердам.
Казалось, это конец надеждам на реставрацию Стюартов. Руководители восстания, как Болингброк и граф Сифорт были отпущены домой, а Джеймс и Джордж Кейт стали офицерами прусской армии. Это частично объясняет горечь после 1746 года по отношению к таким людям, как Мюррей и Лохил, прощённым за их роли в 1715 и 1719 годах.
Деятельность Джорджа Мюррея в течение следующих четырёх лет неясна, но включала посещение Королевской академии наук Парижа и борьбу на дуэли с товарищем по якобитскому изгнанию Кэмпбеллом из Глендаруэля. Было также высказано предположение, что он безуспешно подавал заявки на должности в венецианской и савойской армиях. Он вернулся в Шотландию в 1724 году, чтобы навестить своего умирающего отца; на следующий год он был помилован, женился и арендовал небольшое поместье у своего брата Джеймса Мюррея, 2-го герцога Атолла. Он, казалось, прекратил поддержку дела Стюартов и отклонил предложения своего старшего сына получить образование во Франции, отправив его вместо этого в Итон. В 1739 году он принёс присягу на верность королю Великобритании Георгу II, хотя позже утверждал, что это было сделано исключительно для того, чтобы помочь его сводным братьям быть избранными депутатами парламента от Пертшира.

## Восстание 1745 г.
После того, как принц Чарльз высадился на острове Эрискей в июле 1745 года в сопровождении теперь уже пожилого и больного маркиза Таллибардина, Джордж Мюррей был назначен заместителем шерифа в Пертшире и советником правительственного командующего сэра Джона Коупа. К удивлению обеих сторон, он присоединился к якобитам, когда они достигли Перта 3 сентября, написав письмо с самооправданием своему старшему брату, Джеймсу Мюрреяю, 2-му герцогу Атоллу.
Его причины остаются неясными; в то время он ссылался на «коррупцию и взяточничество» правительства и «войны, которые все вступили в силу для и из-за курфюрстов Ганновера», как на необходимость «Революции, чтобы обеспечить наши свободы». В письме, написанном после восстания, Джордж Мюррей сказал, что для него «величайшая честь [ … ] пострадать за столь справедливое и честное дело», и пожаловался, что «большинство людей в Британии теперь не считают ни честность, ни какую — либо другую добродетель-все эгоистично».
Принятие помилования в 1725 году, присяга на верность королю Георгу II в 1739 году и принятие должности при том же «коррумпированном правительстве» означали, что другие рассматривали его действия как противоположность добродетельным и честным, включая его старшего сына. Многие якобиты также были подозрительны, и, хотя его знание военных обычаев горцев было преимуществом, назначение Мюррея усилило напряжённость с франко-ирландскими изгнанниками. Самым важным был Джон О’Салливан, бывший французский офицер, исполнявший обязанности начальника штаба.
Существовали различные причины плохих отношений между старшими командирами, одной из которых была общая шотландская неприязнь к изгнанникам, которые воспринимались как относительно мало рискующие. Шотландцам грозила казнь как мятежникам и потеря титулов и земель; поскольку многие из изгнанников имели французские заказы, с ними обращались как с военнопленными и обменивали. Другим было плохо скрываемое мнение Мюррея о том, что Чарльз был «безрассудным авантюристом».
Джордж Мюррей считал нереалистичными ожидания Джона О’Салливана от новобранцев горцев, включая формальную муштру и принятие письменных приказов, в то время как изгнанники считали это устаревшим. В обеих позициях была доля правды: многие шотландцы служили в европейских армиях, в то время как второй батальон королевского экоссеза был поднят в Перте и хорошо действовал. Однако они пришли из относительно урбанизированных низменностей; военные аспекты кланового общества находились в упадке уже более века, и большинство новобранцев горцев были неграмотными сельскохозяйственными фермерами.
Один из изгнанников, сэр Джон Макдональд, писал, что стратегическое видение Джорджа Мюррея было поставлено под угрозу из-за незнания тактического исполнения, примером чего является неудачный ночной марш перед Каллоденом . Джеймс Джонстон, поклонник лорда Мюррея, записал, что его таланты были компенсированы вспыльчивостью, высокомерием и неспособностью прислушиваться к советам. Одним из примеров был яростный спор с Чарльзом перед битвой при Престонпансе; хотя его отказ от лобовой атаки в пользу атаки на левый фланг Коупа оказался правильным, он вызвал глубокую обиду.
В целом взгляды Джорджа Мюррея часто были обоснованными, если не всегда правильными, но плохо представленными. Его мнение о Чарльзе Стюарте было широко разделено. Макдональд из Слита отказался присоединиться к восстанию в результате, в то время как французский посланник д’Эгиль позже предположил, что Шотландская республика была предпочтительнее реставрации Стюартов. Однако большинство из тех, кто выступал против вторжения в Англию, сделали это, потому что распад унии казался достижимым; поскольку Мюррей хотел сохранить его, его цели остаются неясными. Наконец, его предложение об отстранении католиков от командных должностей имело смысл с точки зрения пропаганды, но было неразумным, поскольку принц Чарльз и большинство его советников были католиками.

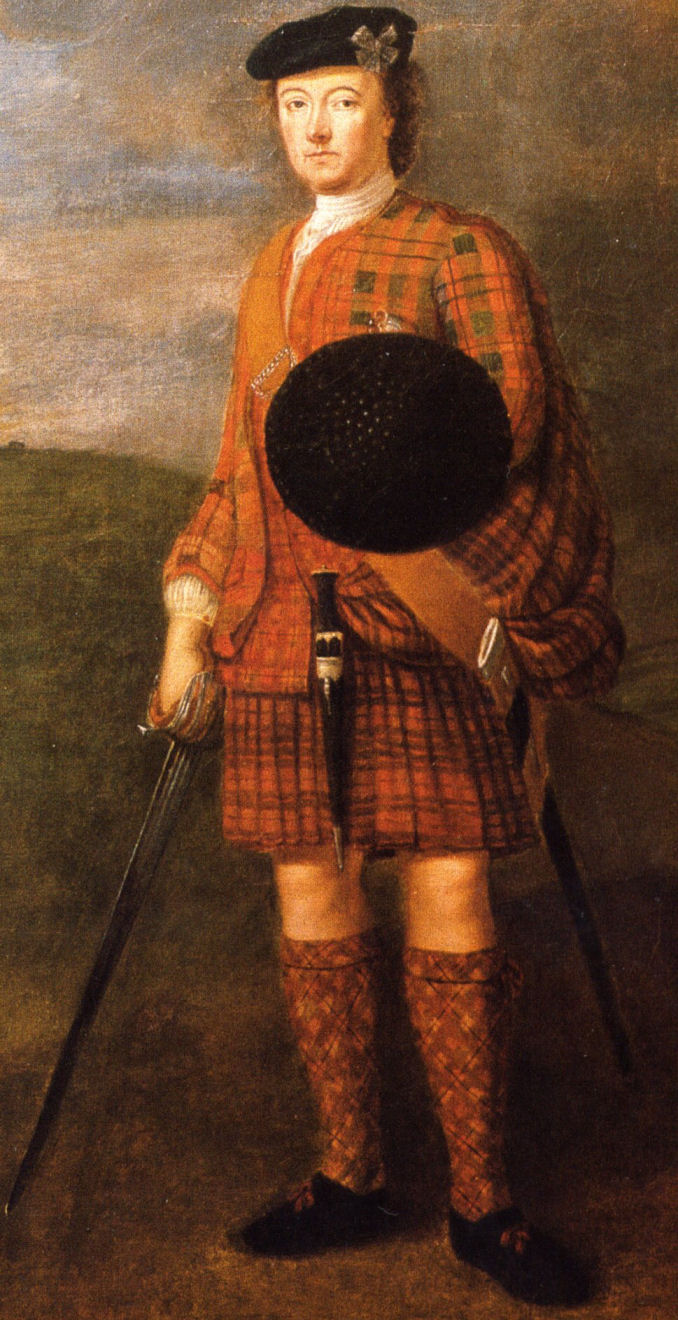
Лорд Джордж Мюррей одевался как якобитский лидер

Несмотря на свои сомнения, шотландцы согласились на вторжение, главным образом потому, что Чарльз Стюарт сказал им, что он получил личные заверения в поддержке как англичан, так и французов. Джон О’Салливан чувствовал, что их армия была слишком мала, чтобы завоевать Англию, но нехватка рекрутов и денег сделала действия императивными; Эдинбург был «опустошён на 30 миль вокруг» якобитскими фуражирами, и пленники, взятые в Престонпансе, были освобождены, потому что они не могли прокормить их. Вскоре после въезда в Англию Карл получил сообщения о про-ганноверских «беспорядках» в Эдинбурге и Перте, связанных с празднованием дня рождения Георга II 9 ноября.
Джордж Мюррей выбрал маршрут через Северо-Западную Англию, область, сильно якобитскую в 1715 году; первой остановкой был Карлайл, который сдался 14 ноября. Затем он сложил с себя командование, якобы потому, что Чарльз отказался сменить войска, осаждающие замок, но на самом деле потому, что он был недоволен службой под началом своего товарища генерал-лейтенанта, всеми любимого, но неопытного католического герцога Перта.

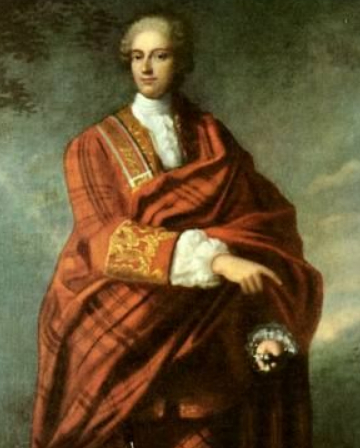
Джеймс Драммонд, 3-й герцог Пертский, известный якобит и соратник Джорджа Мюррея

Перт подал в отставку, и Джордж Мюррей был восстановлен, но это ещё больше повредило его отношениям с Чарльзом, которые затем были полностью разрушены решением отступить, принятым в Дерби 5 декабря. Чарльз Стюарт винил его всю оставшуюся жизнь, но многие шотландцы хотели вернуться в Карлайл, Престон и Манчестер, продолжая только тогда, когда Мюррей убедил их в обратном. В эпоху, когда слово джентльмена было его залогом, также трудно переоценить ущерб, причинённый Чарльзу, когда он признался, что солгал о заверениях в поддержке, данных в Эдинбурге и Манчестере.
Отступление было проведено с той же эффективностью, что и наступление; Джордж Мюррей возглавил успешную арьергардную операцию против правительственных драгун 18 декабря в Клифтон-Муре. В то время как вторжение достигло немногого, достижение Дерби и возвращение было значительным военным достижением. Укреплённые новобранцами и около 200 ирландскими и шотландскими французскими регулярными войсками, якобиты осадили замок Стерлинг. Они рассредоточили спасательные силы в битве при Фолкирк-Мюр 17 января, но вскоре после этого сняли осаду и отступили в Инвернесс.
Традиционная война горцев прекращалась в зимние месяцы; как и в случае с Престонпансом, после Фолкерка поток членов клана, возвращавшихся домой с добычей, превращался в поток. Особенно пострадала собственная бригада Мюррея «Атолл»: «Ради Бога, приводите примеры, — убеждал Мюррей маркиза Таллибардина 27 января, — или мы погибнем». Решение об отступлении было одобрено подавляющим большинством, но позже Мюррей отметил, что «В основном меня в этом винили».

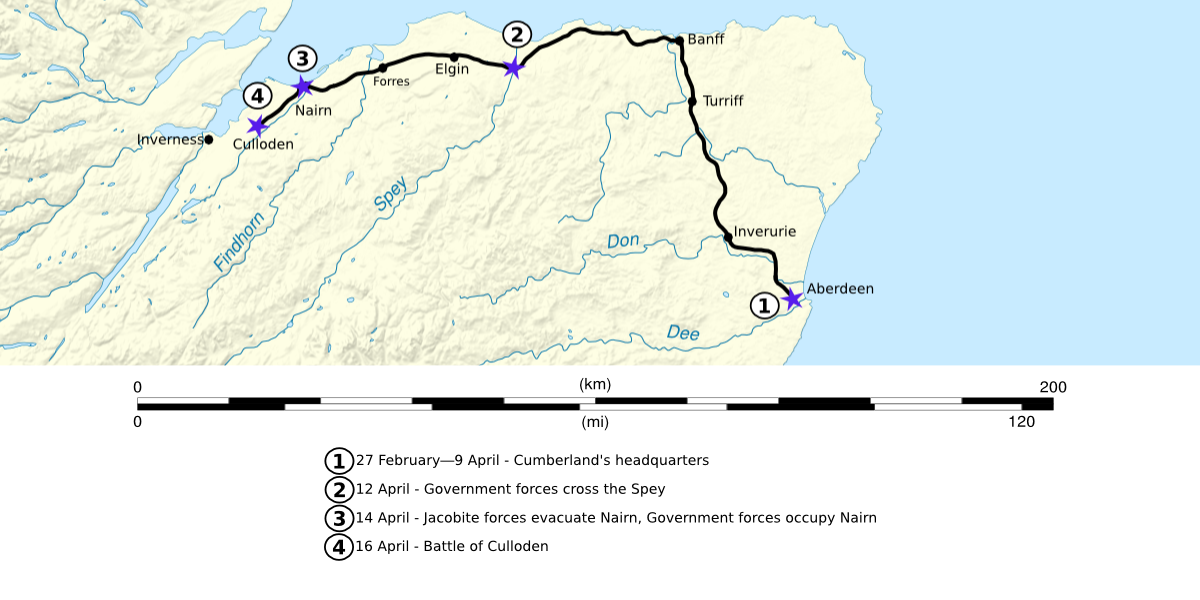
Битва при Каллодене, карта кампании

Он руководил рейдами на Атолл с 14 по 17 марта, призванными поддержать его аргумент, что партизанская война была лучшим стратегическим выбором. Хотя они были частично успешными, он не смог захватить семейный дом Блэр-Касл, и к весне якобитам не хватало денег, продовольствия и оружия. Когда герцог Камберленд продвинулся на север от Абердина 8 апреля, руководство согласилось, что битва была лучшим вариантом; выбор места был обсуждён с тех пор, но поражение было комбинацией факторов. Измученные неудачным ночным маршем, предложенным Мюрреем в попытке застать врасплох армию Камберленда, многие из их войск пропустили битву при Каллодене 16 апреля, которая закончилась решительной победой правительства.
В течение следующих двух дней около 1500 выживших собрались в казармах Рутвена, но 20 апреля принц Чарльз приказал им разойтись, пока он не вернётся с дополнительной поддержкой. Он уехал во Францию в сентябре и больше никогда не возвращался в Шотландию, хотя крах его отношений с шотландцами всегда делал это маловероятным. Маркиз Таллибардин был схвачен и умер в Лондонском Тауэре в июле, а Джон Мюррей бежал в Голландскую республику в декабре 1746 года.

## Последствия и наследие

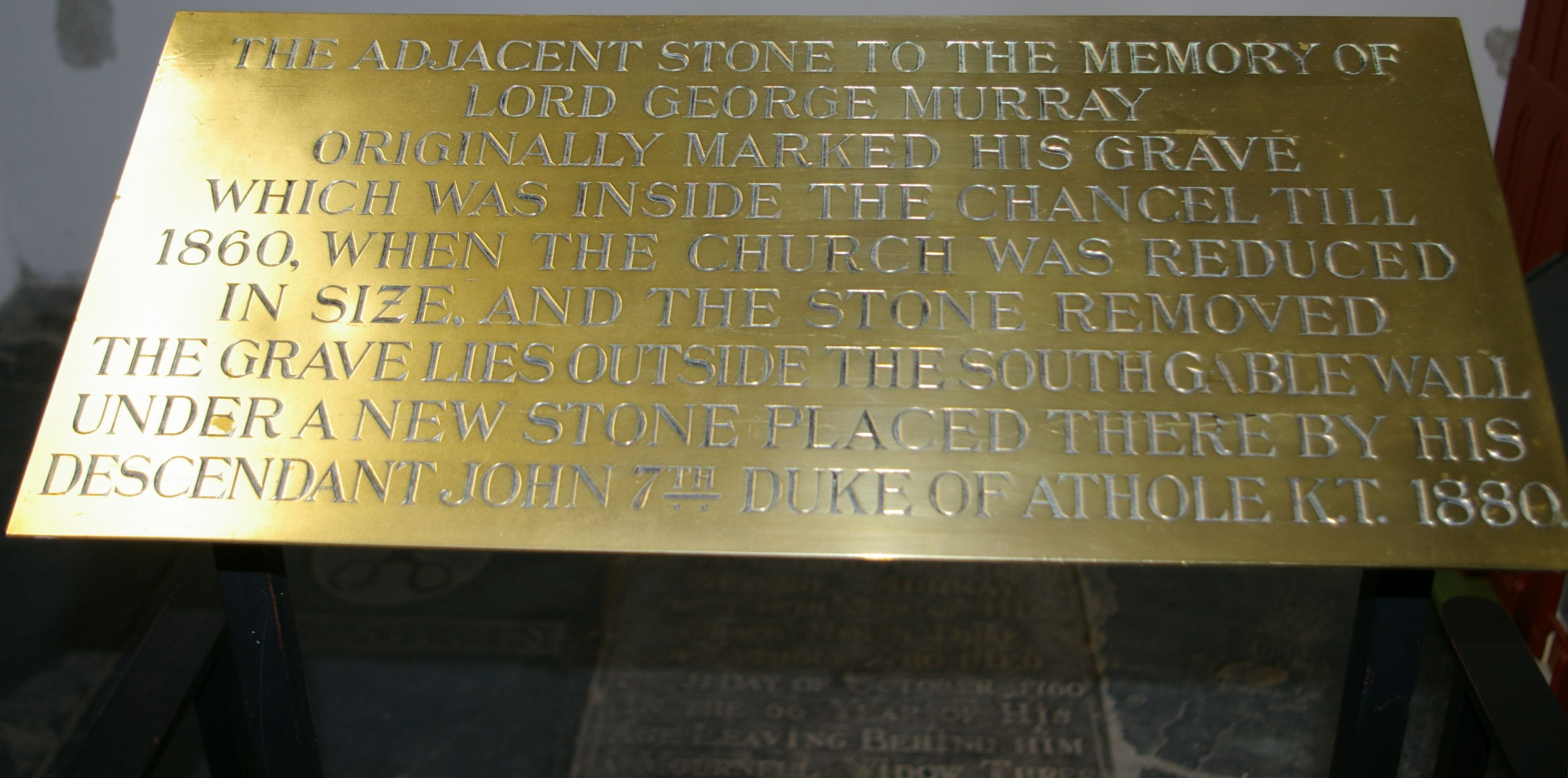
Мемориальная плита Джорджа Мюррея, Церковь Бонифация, Медемблик, Нидерланды

В марте 1747 года Джордж Мюррей отправился в Рим на аудиенцию к Джеймсу, который назначил ему пенсию. Чарльз попросил отца посадить его в тюрьму, и они больше никогда не встречались, хотя Мюррей продолжал писать и Чарльзу, и его секретарю, подтверждая свою преданность. Его жена Амелия позже присоединилась к нему в изгнании, и после путешествия по Европе они в конце концов поселились в Медемблике, где Мюррей умер 11 октября 1760 года. Несмотря на свои достижения, его сын сменил Джеймса Мюррея на посту герцога Атолла в 1764 году.
В отличие от многих своих коллег, Джордж Мюррей утверждал, что его мотивация не была шотландский национализм, а о том, что престиж Великобритании должны соблюдать между народами мира.
Большая часть прошлой историографии восстания была сосредоточена на ответственности за поражение, причём роль Мюррея, возможно, чрезмерно подчёркивалась за счёт его коллег, в частности О’Салливана. Историк Мюррей Питток резюмирует его характер и способности следующим образом; Если мы не будем считать темперамент достижением, то можно более справедливо сказать, что лорд Джордж Мюррей был храбрым, раздражительным и одарённым — хотя и консервативным — полевым командиром.